# 274981 Petrsu
274981 Petrsu è un asteroide della fascia principale. Scoperto nel 2009, presenta un'orbita caratterizzata da un semiasse maggiore pari a 2,8703868 UA e da un'eccentricità di 0,0180443, inclinata di 2,93171° rispetto all'eclittica.
L'asteroide è dedicato all'Università Statale di Petrozavodsk attraverso l'acronimo dell'esonimo inglese: Petrozavodsk State University.